# لی کلارک
لی کلارک (انگلیسی: Lee Clarke؛ زادهٔ ۲۸ ژوئیهٔ ۱۹۸۳) بازیکن فوتبال اهل بریتانیا است.
از باشگاه‌هایی که در آن بازی کرده‌است می‌توان به باشگاه فوتبال پیتربورو یونایتد، باشگاه فوتبال یاکسلی، باشگاه فوتبال ولینگ یونایتد، باشگاه فوتبال کترینگ تاون، و باشگاه فوتبال سنت آلبنز سیتی اشاره کرد.
وی همچنین در تیم‌های ملی فوتبال زیر ۲۱ سال ایرلند شمالی و Northern Ireland national under-23 football team بازی کرده‌است.